# Муниципальные выборы в Азербайджане (2004)
Муниципальные выборы в Азербайджане 2004 г — выборы в муниципалитеты, которые являются местными органами самоуправления в Азербайджанской Республике. Это вторые общенациональные муниципальные выборы, проводимые в Азербайджане. Выборы проводились по мажоритарной системе, избирали только членов муниципалитетов. Согласно действующему законодательству председатели муниципалитетов избираются выборными членами муниципалитетов на первом заседании муниципалитетов, образованных в результате выборов. Выборы состоялись 17 декабря.
Муниципальные выборы проводятся каждые 5 лет. Первые муниципальные выборы в Азербайджане состоялись в 1999 году.

## Избирательная система
Согласно Избирательному кодексу Азербайджанской Республики члены муниципалитетов, осуществляющих местное самоуправление в Азербайджанской Республике, избираются в многомандатных избирательных округах на основе пропорциональной мажоритарной системы.
- 500 — 999 избирателей — 7 человек
- 1000 — 4999 избирателей — 9 человек
- 5000 — 9999 избирателей — 11 человек
- 10 000 — 19 999 избирателей — 13 человек
- 20 000 — 49 999 избирателей — 15 человек
- 50 000 — 99 999 избирателей — 17 человек
- 100 000 — 299 999 избирателей — 19 человек[3]

Срок полномочий муниципалитетов составляет 5 лет. Членами муниципалитетов могут быть избраны граждане Азербайджанской Республики, имеющие право участвовать в выборах и постоянно проживающие на территории соответствующего избирательного округа. Кандидаты должны собрать:
- 150 подписей в регионах с населением более 99 999 человек
- 100 подписей в регионах с населением более 49 999 человек
- 75 подписей в регионах с населением более 19 999 человек
- 50 подписей в регионах с населением более 9 999 человек
- 30 подписей в регионах с населением более 4 999 человек
- 15 подписей в регионах с населением менее 4 999 человек

Исчисление срока полномочий муниципалитетов начинается со дня голосования и заканчивается в первый день заседания вновь избранных муниципалитетов. Если до проведения общенациональных выборов муниципалитетов осталось менее 6 месяцев, выборы в муниципалитетах, результаты выборов в которых аннулированы, а также во вновь образованных, объединенных, разделенных или досрочно распущенных муниципалитетах проводятся в период новых выборов в муниципалитеты.
Центральная избирательная комиссия признает муниципальные выборы недействительными, если число голосов, поданных за зарегистрированных кандидатов равно. Окружная избирательная комиссия или Центральная избирательная комиссия признает муниципальные выборы недействительными, если число избирательных участков, результаты голосования на которых признаны недействительными при голосовании по муниципальным выборам, превышает 2/5 от общего числа избирательных участков на территории данного муниципального образования или если они отменены и число избирателей на этих избирательных участках превышает 1/4 от общего числа избирателей, зарегистрированных в муниципальном образовании.
Если муниципальные выборы не проводятся или признаются недействительными, а также если в результате изменения территорий муниципалитетов в соответствии с Законом Азербайджанской Республики «О муниципалитетах и землях» численность граждан, проживающих на территории соответствующего муниципалитета и обладающих избирательным правом, уменьшилась или увеличилась более чем на 25 процентов, назначаются повторные выборы. Если члены муниципалитета не избраны в полном объеме или их полномочия прекращены досрочно и в результате состав муниципалитета составляет менее 2/3, по решению Центральной избирательной комиссии проводятся дополнительные выборы. В случае смерти члена муниципалитета или досрочного прекращения его полномочий по решению Центральной избирательной комиссии проводятся новые выборы на основании представления окружной избирательной комиссии.

## Кандидаты
В муниципальных выборах приняли участие 38 041 кандидатов. Более 21 000 из них были членами партии "Новый Азербайджан". Избирательный блок Демократический Азербайджан, созданный партией Справедливость и партией Гражданская солидарность, принял решение об участии в муниципальных выборах. Политический партийный блок был зарегистрирован на заседании Центральной избирательной комиссии Азербайджанской Республики 16 сентября 2004 года. Союз сил Азербайджана, в состав которого входит партия Единство, принял решение об участии в муниципальных выборах 2004 года. Союз политических партий был зарегистрирован на заседании Центральной избирательной комиссии Азербайджанской Республики 1 октября 2004 года.

## Выборы
Муниципальные выборы были проведены в 118 окружных избирательных комиссиях и 5080 избирательных участках, охватывающих 2731 муниципалитет для избрания 21613 членов муниципалитетов. В результате военной агрессии Армении стало невозможным проведение муниципальных выборов на оккупированных территориях Азербайджанской Республики - Нагорно-Карабахском регионе.
За ходом выборов наблюдали 120 международных и более 13 200 местных наблюдателей, а также представители 11 информационных агентств, 17 зарубежных СМИ, 10 телерадиокомпаний, 44 местных газет и журналов.
Президент Азербайджана Ильхам Алиев с семьей проголосовали в школе-лицее № 6 города Баку, на избирательном участке Сабаильского избирательного округа № 29. Затем Ильхам Алиев ответил на вопросы журналистов, представляющих местные и зарубежные СМИ на избирательном участке.

## Результаты
Муниципальные выборы состоялись 17 декабря 2004 года. В муниципальных выборах приняли участие 52,6% от общего числа избирателей страны, в результате чего выборы были признаны состоявшимися. Партии национальной независимости Азербайджана, стала партией с наибольшим количеством членов в муниципалитетах после правящей партии "Новый Азербайджан".
При объявлении результатов выборов окружными избирательными комиссиями результаты выборов, проведенных в 6 муниципалитетах, были признаны недействительными. В общем постановлении о выборах Центральная избирательная комиссия отметила, что после признания решений окружных избирательных комиссий по 10 муниципалитетам в 7 избирательных округах недействительными, в соответствии со статьей 240.2 Избирательного кодекса, в результате формирования 2678 муниципалитетов с полным составом, были избраны 21 471 члена муниципалитета.
В постановлении также отмечено, что Центральная избирательная комиссия признала результаты выборов на 409 избирательных участках недействительными и в соответствии со статьей 240.1.2 Избирательного кодекса Азербайджанской Республики выборы в 135 муниципалитетов признаны недействительными.  Таким образом, в общей сложности были аннулированы результаты выборов, проведенных в 141 муниципальном образовании, в том числе в 6 случаях окружными избирательными комиссиями, а результаты выборов на 460 избирательных участках признаны недействительными.
Из 20 346 избранных членов муниципалитета — 19 516 мужчин (95,92%) и 830 женщин (4,08%).

### Итог
|                            | Действительные | Недействительные | Всего     |
| Количество муниципалитетов | 2 590          | 141              | 2 731     |
| Количество членов          | 20 346         | 1 267            | 21 613    |
| Количество округов         | 118            | 0                | 118       |
| Количество избирателей     | -              | -                | 4 551 346 |
| Голоса                     |                |                  | 2 109 267 |
| Явка избирателей           | -              | -                | 46.34%    |

## Политические партии
Распределение избранных членов по политическим партиям:
| Политическая партия | Политическая партия                            | Председатель      | Количество членов муниципалитета |
| ------------------- | ---------------------------------------------- | ----------------- | -------------------------------- |
|                     | Новый Азербайджан                              | Ильхам Алиев      | 0 / 20.346                       |
|                     | Партия национальной независимости Азербайджана | Али Алиев         | 500 / 20.346                     |
|                     | Партия Родина                                  | Фазаил Агамалы    | 140 / 20.346                     |
|                     | Либерально-демократическая партия Азербайджана | Фуад Алиев        | 130 / 20.346                     |
|                     | Партия гражданской солидарности                | Сабир Рустамханлы | 103 / 20.346                     |

ЦИК тесно и эффективно сотрудничала с представителями Бакинского офиса ОБСЕ по вопросам выборов, посольств США и Великобритании, а также других посольств.
Совет Европы заявил, что муниципальные выборы, состоявшиеся в Азербайджане 17 декабря, стали шагом вперед в развитии демократии.